# Ильясова, Зухра Хамитовна
Зухра́ Хами́товна Илья́сова — советская и российская артистка балета, педагог, заслуженная артистка РСФСР (1984), народная артистка Башкирской АССР (1979) и Республики Татарстан.

## Биография
Зухра Хамитовна Ильясова родилась в 1950 году в Уфе. Училась в Ленинградском хореографическом училище имени А. Я. Вагановой, которое окончила в 1969 году (педагоги: Н. Р. Тихонова, А. М. Чернова, Н. П. Базарова, Ф. И. Балабина).
В 1969—1980 годах — солистка балета в Башкирском государственном театре оперы и балета. В её репертуаре: Анель в «Голубом Дунае», Маша в балете «Щелкунчик», Аврора в «Спящей красавице», Мария в «Бахчисарайском фонтане», Жизель в «Жизели», Одетта-Одиллия в балете «Лебединое озеро», Айгуль в национальном балете «Страна Айгуль», Сююмбике в «Шурале», Керри в балете «Сестра Керри», Китри в «Дон Кихоте».
С 1977 года принимала участие в гастролях по РСФСР и странам Европы.
В 1980 году стала ведущей солисткой Татарского театра оперы и балета в Казани. Также танцевала в Челябинском и Нижегородском театрах оперы и балета. В 1984 году получила звание заслуженной артистки РСФСР[уточнить].
В 1990 году по приглашению директора театра Радика Гареева вновь приехала в родную Уфу. Вскоре она по инициативе директора Башкирского хореографического училища Алика Салиховича Бикчурина начала преподавать в училище.
В 2000—2004 годах преподавала в Академии танца в Каире (Египет). С 2004 года продолжает свою педагогическую деятельность в Уфе, в Башкирском хореографическом колледже имени Р. Нуреева.